# Delorean
Delorean – hiszpański zespół grający muzykę niezależną stanowiącą połączenie muzyki dance, popu i elektroniki. Zespół powstał w 2000 r. w Zarauzie. Ich nazwa pochodzi od samochodu z filmu Powrotu do przyszłości.

## Skład zespołu
- Ekhi Lopetegi – wokal, bas
- Tomas Palomo – gitara
- Unai Lazcano – klawisze
- Igor Escudeo – perkusja

## Dyskografia
Albumy
- Delorean (2004)
- Into the Plateau (2006) / Transatlantic KK (2007)
- Subiza (2010)

EP
- Metropolitan Death EP (2005)
- Ayrton Senna EP (2009)